# Chicomba
Chicomba – miasto w Angoli, w prowincji Huíla.